# Carlton (Washington)
Carlton az Amerikai Egyesült Államok északnyugati részén, Washington állam Okanogan megyéjében elhelyezkedő önkormányzat nélküli település.
Carlton postahivatala 1907 óta működik.

## Fordítás
Ez a szócikk részben vagy egészben  a   Carlton, Washington című angol Wikipédia-szócikk ezen változatának fordításán alapul.  Az eredeti cikk szerkesztőit annak laptörténete sorolja fel. Ez a jelzés csupán a megfogalmazás eredetét és a szerzői jogokat jelzi, nem szolgál a cikkben szereplő információk forrásmegjelöléseként.